# Hubert Dieudonné Frédéric Regout
Hubert Dieudonné Frédéric Regout, roepnaam Frederik of Frits (Maastricht, 26 december 1858 – Den Haag, 9 februari 1937), was een Nederlands ingenieur en ondernemer. Hij was afdelingshoofd van de glas- en aardewerkfabriek Petrus Regout & Co. en oprichter en directeur van de aardewerkfabriek F. Regout & Co. (1891-1896) en de tingieterij N.V. Urania (1903-1910).

## Biografische schets

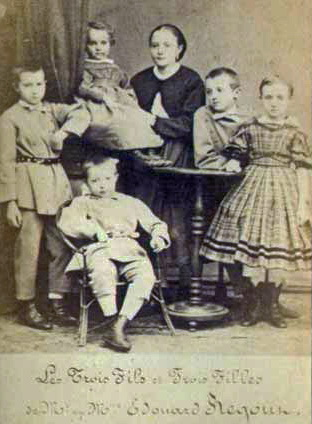
Het gezin Regout-Kersten, ca. 1864. Zittend: Frits

Frederik ("Frits") Regout was een telg uit de bekende Maastrichtse fabrikantenfamilie Regout. Hij was het zesde van elf kinderen van Hubert Edouard Thomas ("Eduard") Regout (1829-1878) en Marie Marguerite Théodosie Léontine ("Théodosie") Kersten (1829-1892). Als kind beleefde hij van dichtbij de razendsnelle expansie van het door zijn grootvader Petrus I Regout gestichte  industriële imperium, dat vanaf circa 1870 door zijn vader en ooms geleid werd. Anders dan de eerste generaties Regout, die al op jonge leeftijd in het familiebedrijf werkten, volgde Frits een gedegen opleiding, waarschijnlijk aan de Universiteit van Luik, alvorens hij op 19-jarige leeftijd als ingenieur een verantwoordelijke functie kreeg aangeboden.
Frederik Regout trad op 27 augustus 1884 in Den Haag in het huwelijk met Charlotte "Clara" Polis (1857-1938), die uit een familie van Maastrichtse wijnhandelaren en notabelen stamde. Zij was een achternicht van Amélie Polis, de vrouw van Petrus II Regout en dus een tante van Frits. Het huwelijk bleef kinderloos. Het echtpaar woonde enkele jaren in een villa die Frederik in 1902 had laten bouwen, op de hoek van het Stationsplein en de Stationsstraat in Wyck-Maastricht. Frits overleed in 1937 in Den Haag. Zijn echtgenote overleed een jaar later, eveneens in Den Haag. Beiden werden begraven op de begraafplaats Oud Eik en Duinen te Den Haag – niet in het familiemausoleum in Meerssen.

## Loopbaan
In september 1878, enkele weken voor de dood van zijn vader, trad "ingénieur Frits" in dienst bij De Sphinx, toen nog C.V. Kristal-, Glas- en Aardewerkfabrieken Petrus Regout & Co. geheten. Hij werkte als afdelingshoofd op de afdeling faiencerie, onder het toezicht van zijn autoritaire oom Louis Regout, die directeur van de aardewerkfabriek was. Daar maakte hij twaalf jaar lang van nabij mee hoe de fabriek functioneerde. Bovendien zag hij hoe zijn oom in 1883, samen met zijn zoon Louis II, een nieuwe porseleinfabriek oprichtte, de latere Mosa. Een andere neef, Alfred Regout begon in 1888 een eigen vloertegelfabriek, later Rema genoemd. Mogelijk stimuleerde dit Frederiks ondernemingsdrang om ook zelf een bedrijf te beginnen.

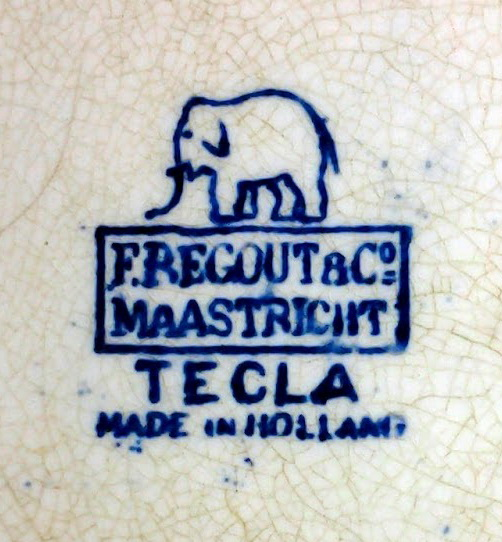
Beeldmerk F. Regout & Co.

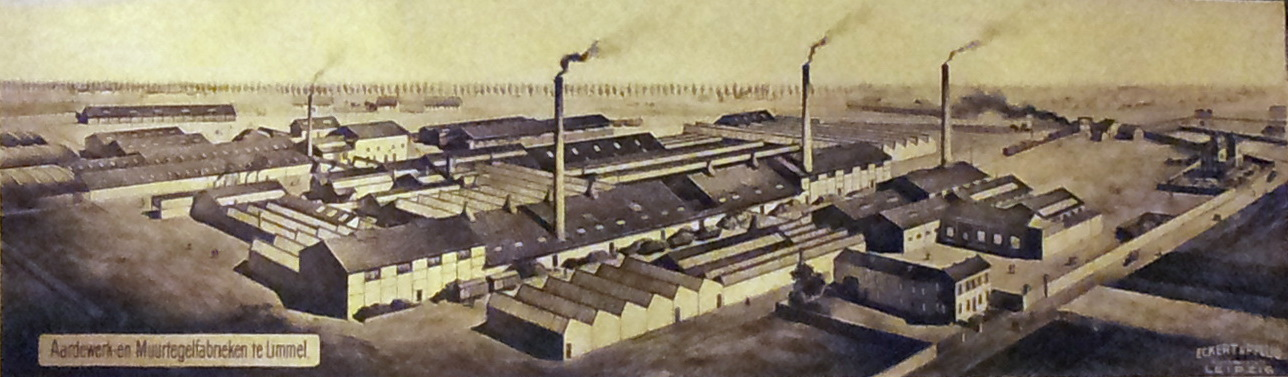
Het fabrieksterrein "De Bek", ca. 1900

Eind 1890 kocht hij in het gebied "De Bek" langs de Maas bij het dorp Limmel (tegenwoordig Maastricht) ruim 6 ha land om daar een eigen aardewerkfabriek te beginnen. Pas in februari 1891 nam hij ontslag bij het moederbedrijf. Meteen publiceerde hij zijn plannen in de lokale krant Limburger Koerier. Op 2 juli werd de firma Frederik Regout & Cie. opgericht. Frits was grootaandeelhouder en bracht de grond en de gebouwen in. Een andere grootaandeelhouder bleek als stroman voor de familie Regout op te treden, om een oogje in het zeil te houden. De overige aandeelhouders kwamen merendeels uit Luik en omgeving. Nog in hetzelfde jaar begon de bouw van de fabriek met acht ovens. Tevens werd er een spoorverbinding met het station van Maastricht aangelegd.
De productie kwam in het najaar van 1892 op gang, voor een groot deel bedoeld voor de markt in Nederlands-Indië. Als beeldmerk gebruikte de fabriek een liggende leeuw (sterk gelijkend op de sphinx van het moederbedrijf) of een staande olifant. Ook werd de aanduiding 'Maastricht, Holland' gebezigd, hoewel de fabriek toentertijd, net als Limmel, eigenlijk op grondgebied van de gemeente Meerssen lag. Doordat F. Regout & Co. dezelfde artikelen produceerde als P. Regout & Co., ontstond er een prijzenoorlog, die voor beide bedrijven nadelig was. De nieuwe fabriek werd door de meeste leden van de familie Regout gezien als een ongewenste concurrent. Anderen hadden weliswaar ook nieuwe bedrijven gesticht, zoals Louis Regout in 1883 met zijn porseleinfabriek (Mosa) en Alfred in 1888 met zijn tegelfabriek (Rema), maar die hadden zich op nieuwe producten gericht.
Hoewel de fabriek van Frederik tussen 1893 en 1896 niet met verlies draaide, viel de winstgevendheid tegen, vooral door de lage prijzen. Met ruim 200 arbeiders werd in 1894 een brutowinst van bijna 15.000 gulden behaald; in 1896 ruim 10.000 gulden. Eind augustus 1896 kwam er een overnamebod van P. Regout & Co., dat door Frederik geaccepteerd werd. Achteraf gezien betaalde het moederbedrijf waarschijnlijk te veel voor de concurrent (iets meer dan de totale balanswaarde van ca. 815.000 gulden), wat men later trachtte ongedaan te maken. Het overnamecontract was toen echter al goedgekeurd door de aandeelhouders. In het contract werd Frederik Regout uitdrukkelijk verboden zich opnieuw als producent of handelaar op de markt van aardewerk, porselein, glas of kristal te begeven. Ook kreeg hij geen toegang meer tot de vergaderingen van het moederbedrijf. Later probeerde hij diverse malen opnieuw bij het bedrijf voet aan de grond te krijgen, maar zijn ooms en neven hielden voet bij stuk. De productie in Limmel werd na de overname door De Sphinx voortgezet om de lopende orders te voldoen. In 1901 besloot men hier tegels te gaan produceren (zie: Sphinx Tegels).

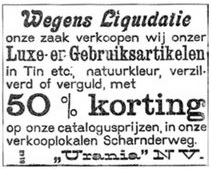
Liquidatieverkoop Urania, Limburger Koerier, 1910

In 1903 richtte Frederik Regout samen met de Oostenrijker Carl Watzal de N.V. Kunstzinn (kunsttin) op, de "Eerste Nederlandsche fabriek van kunst- en luxeartikelen in metaal", later dat jaar omgezet in N.V. Urania. Het ging daarbij voornamelijk om voorwerpen van tin, vormgegeven in de stijl van de art nouveau. Naast Regout en Watzal was de Valkenburgse arts Emile Herman medevennoot van Kunstzinn, maar het lijkt erop dat Frederik Regout het bedrijf vanaf november 1903 alleen runde. Het startkapitaal was 45.000 gulden. De fabriek was gevestigd op de hoek van de Scharnerweg en de latere Eburonenweg, destijds in de gemeente Amby. In 1908 werkten er ongeveer tien personeelsleden, maar volgens de Urania-kenner Jan Kwint moeten dat er in de eerste jaren tussen de 40 en 50 zijn geweest. Waarschijnlijk werkte het bedrijf samen met Duitse kunsttinproducenten (zoals Orivit en Osiris) en werden de ontwerpen ingekocht. Vormgevers die waarschijnlijk voor Urania werkten waren Friedrich Adler (1878-1942) en Hans Peter (1856-1945). Het bedrijf bezat een winkel in de Spilstraat in het centrum van Maastricht, en verkooppunten in Aken en Berlijn. Verder werd er onder de merknaam ' Urania Hutton Sheffield' geleverd aan een Engels bedrijf. In de circa acht jaar van haar bestaan vervaardigde de fabriek zo'n 600 verschillende modellen, voornamelijk voor de export naar Duitsland, Frankrijk en Engeland. Blijkbaar was het bedrijf niet levensvatbaar, want in 1910 vond de liquidatieverkoop plaats.
Over de latere activiteiten van Frederik Regout is weinig bekend. In het overnamecontract uit 1896 was bepaald dat hij tot 1911 een lijfrente van 5000 gulden per jaar zou ontvangen. In 1906 bestemde hij dit geld voor de weduwe van zijn broer Maxime Regout, die als afdelingschef in zijn aardewerkfabriek werkzaam was geweest. In 1913 werkte hij als technisch adviseur in Den Haag, in 1921 verbleef hij korte tijd in Utrecht, daarna was hij tot 1929 directeur van de Rijksschool voor de klei- en aardewerkindustrie in Gouda. In de laatste jaren van zijn leven zocht hij aanvullende inkomsten, onder andere als adviseur op het gebied van keramische ovens bij Mosa. Hoezeer zijn gedrag hem door de familie Regout kwalijk genomen werd, blijkt uit het feit dat er in het redelijk uitgebreide familiearchief van de Regouts in het Regionaal Historisch Centrum Limburg geen foto van Frederik (als volwassene) en zijn vrouw Clara te vinden is. Ook ontbreekt in de in 1966 verschenen (in 1996 heruitgegeven) genealogie van de familie de vermelding dat Frederik de stichter is van een concurrerende aardewerkfabriek; wel wordt vermeld  dat hij ingenieur was en medestichter van de kunsttinfabriek Urania. In de online versie uit 2012 is dit euvel rechtgezet.

## Nalatenschap

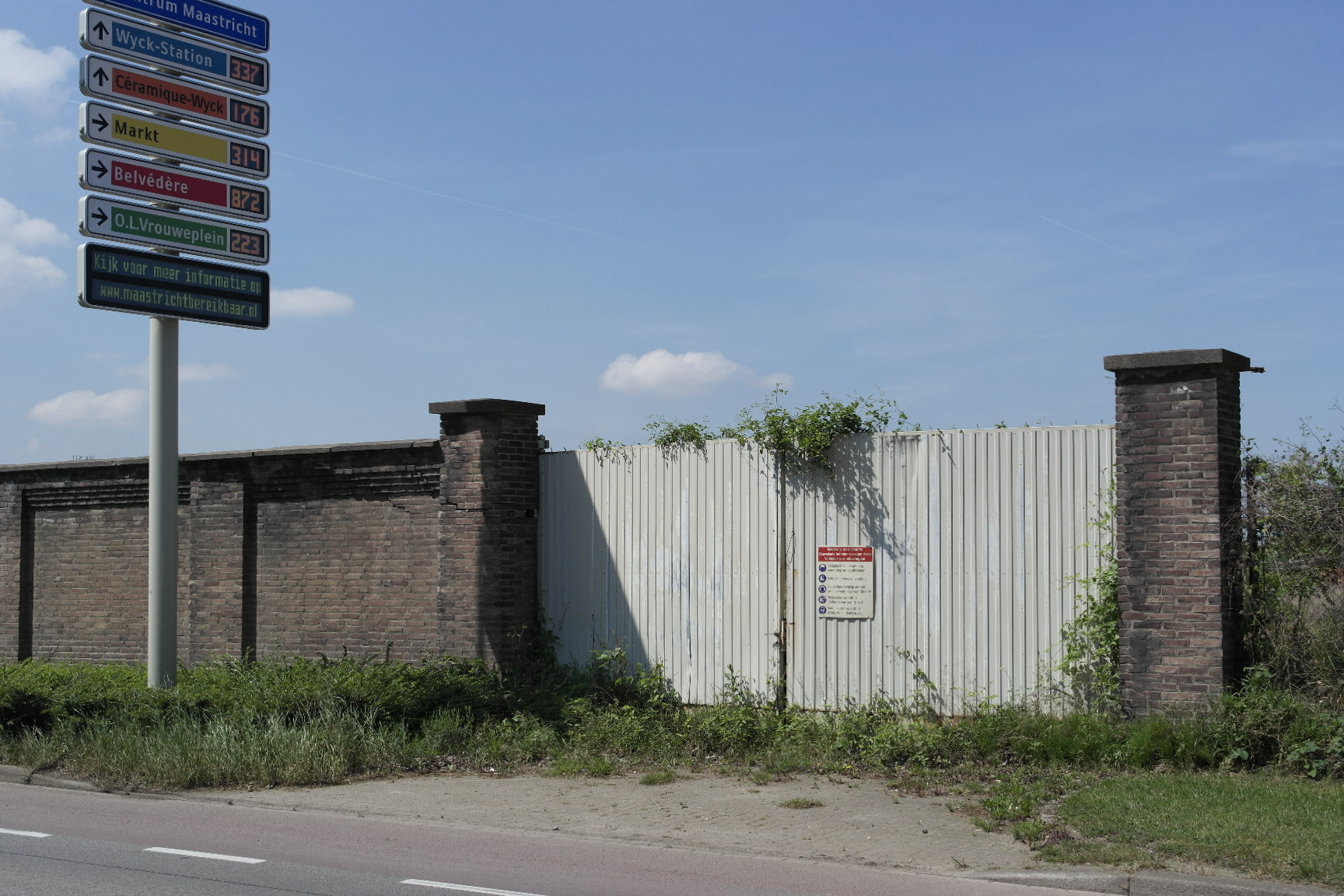
Fabriekspoort Tregaterrein (Sphinx Tegels)

In het bedrijfsarchief van De Sphinx in het Sociaal Historisch Centrum voor Limburg bevindt zich nog een klein deel van het archief van de aardewerkfabriek F. Regout & Co. (1891-1896). De fabriek in Limmel bleef na de overname nog ruim een eeuw tegels produceren op deze locatie. Van de bedrijfsgebouwen bleef na de sluiting van Sphinx Tegels in 2008 niets over, op een deel van de fabrieksmuur na. De gebouwen werden in 2010-11 in opdracht van een investeringsmaatschappij gesloopt, vooruitlopend op plannen om hier een woonwijk en bedrijvencentrum te vestigen. Van de Urania-fabriek is evenmin iets over. Op het fabrieksterrein vestigde zich in 1919 de broodfabriek De Kroon.
De eclectische villa op de hoek van het Stationsplein en de Stationsstraat, waar het echtpaar Regout-Polis van 1902-1905 woonde, brandde omstreeks 1932 grotendeels af en werd in 1933 in zakelijk-expressionistische stijl herbouwd. Omstreeks 2010 werd het opnieuw verbouwd tot hotel. Aan de Stationsstraat is een rijk gedecoreerde neorenaissancegevel van de oorspronkelijke villa bewaard gebleven, met onder andere sgraffito-tableaus boven de raampartijen. Het gebouw is een gemeentelijk monument.
Producten van de aardewerkfabriek F. Regout & Co. zijn vanwege hun relatieve zeldzaamheid gezocht bij verzamelaars van Maastrichts aardewerk en bevinden zich in diverse museale collecties (o.a. Museum Rotterdam en Museum Boijmans Van Beuningen).

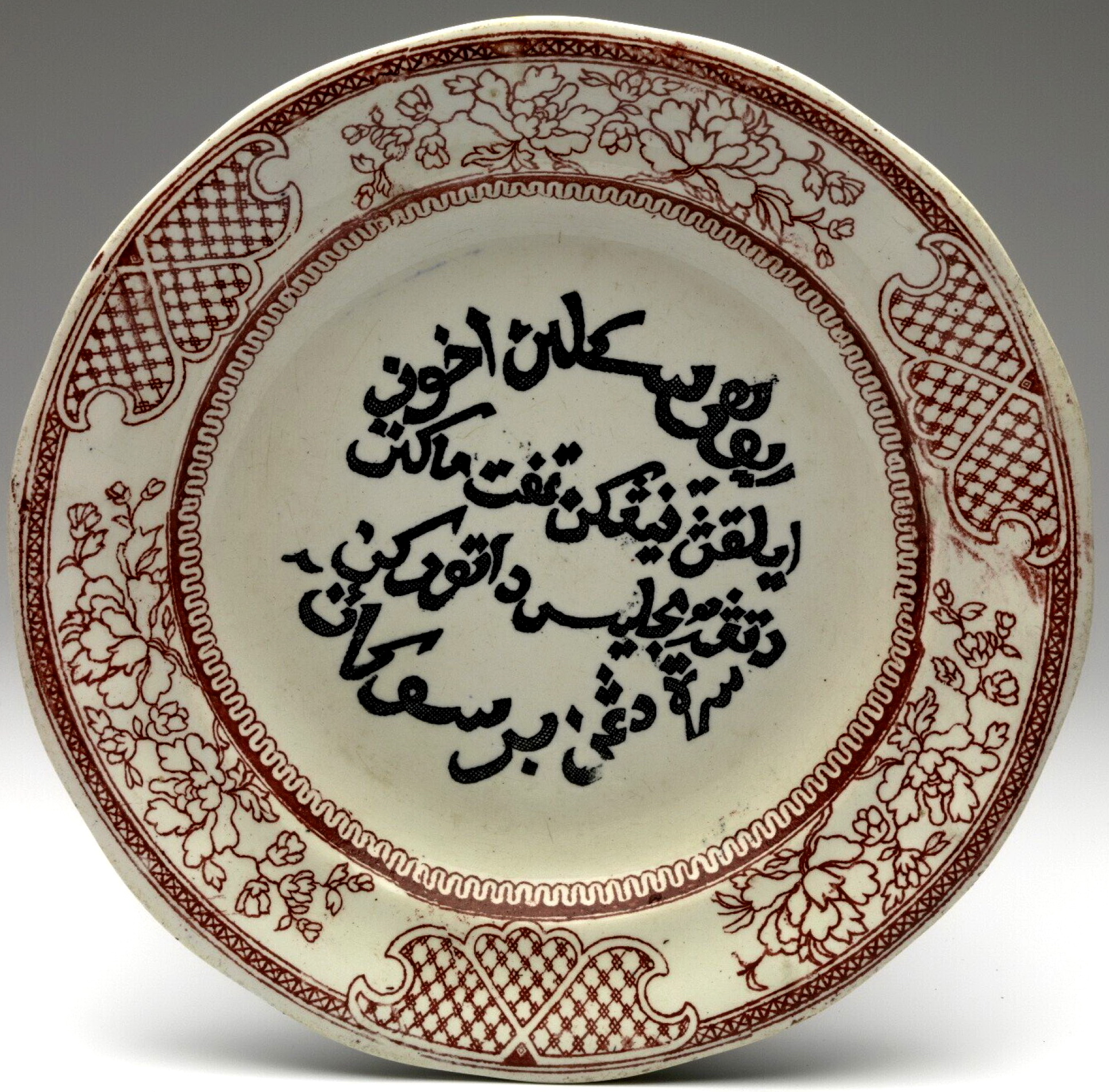
Bord F. Regout, Museum Boijmans Van Beuningen
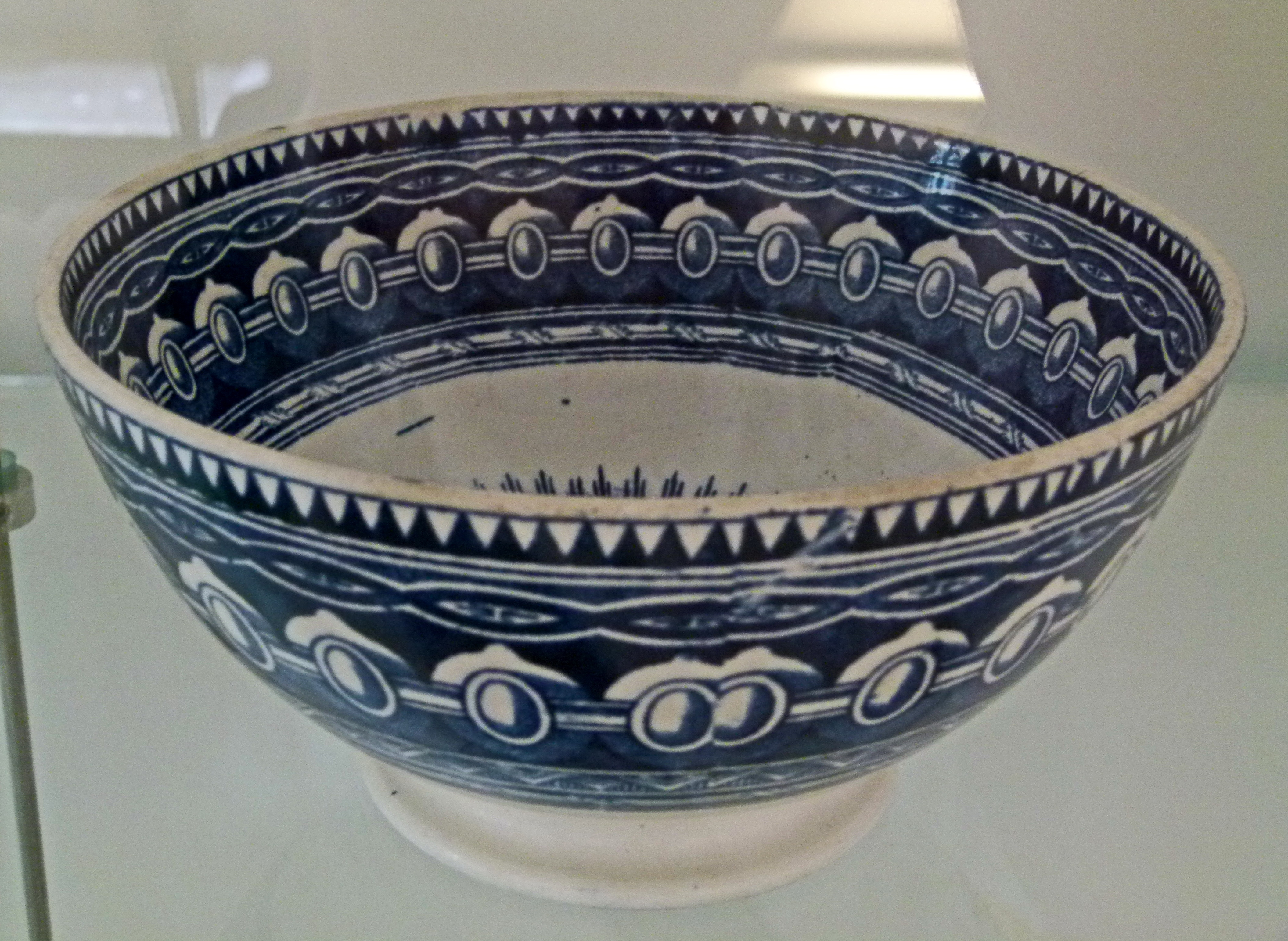
Kommetje F. Regout, collectie P. v/d Voort, Deventer
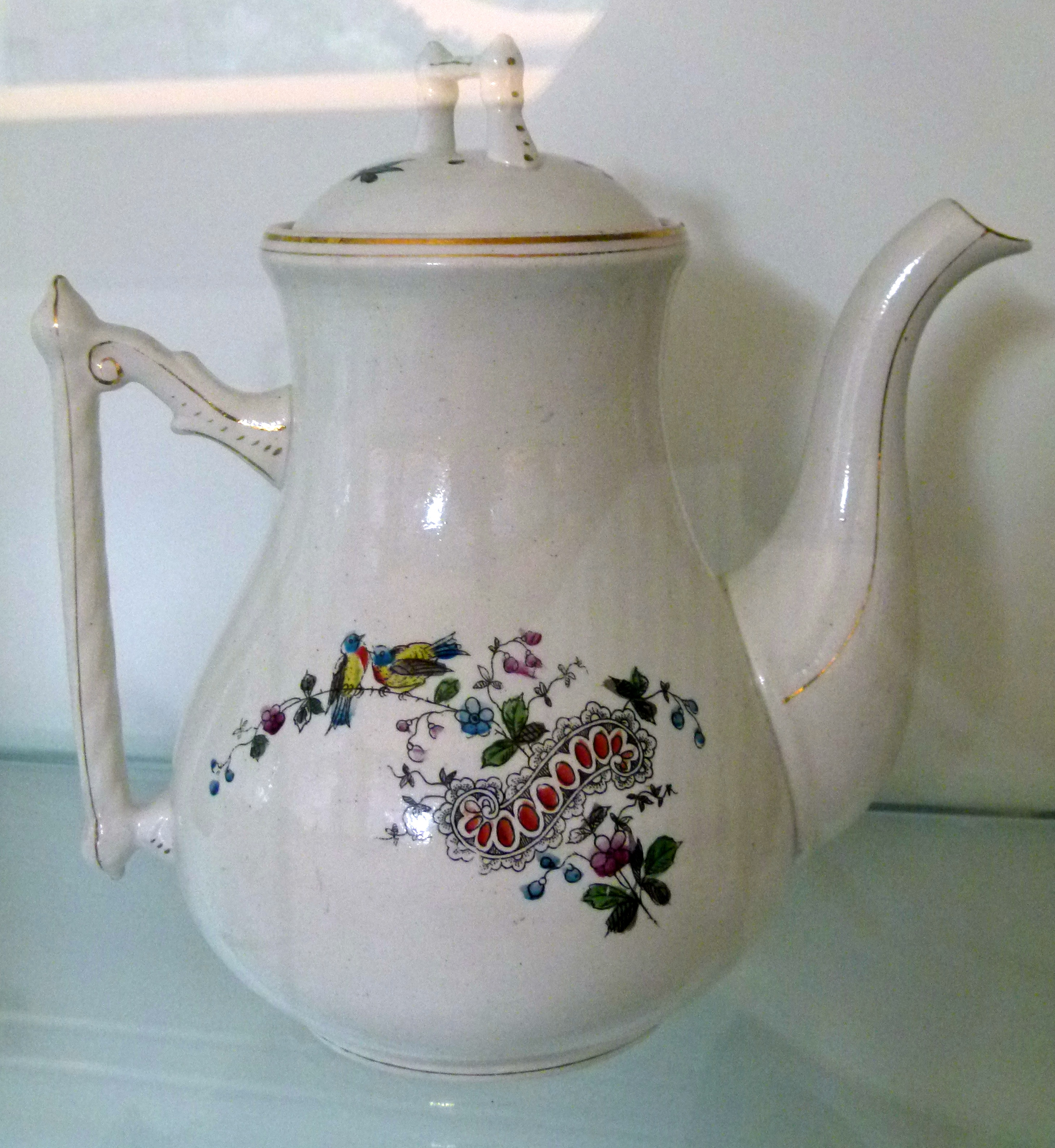
Koffiepot F. Regout, collectie P. v/d Voort, Deventer
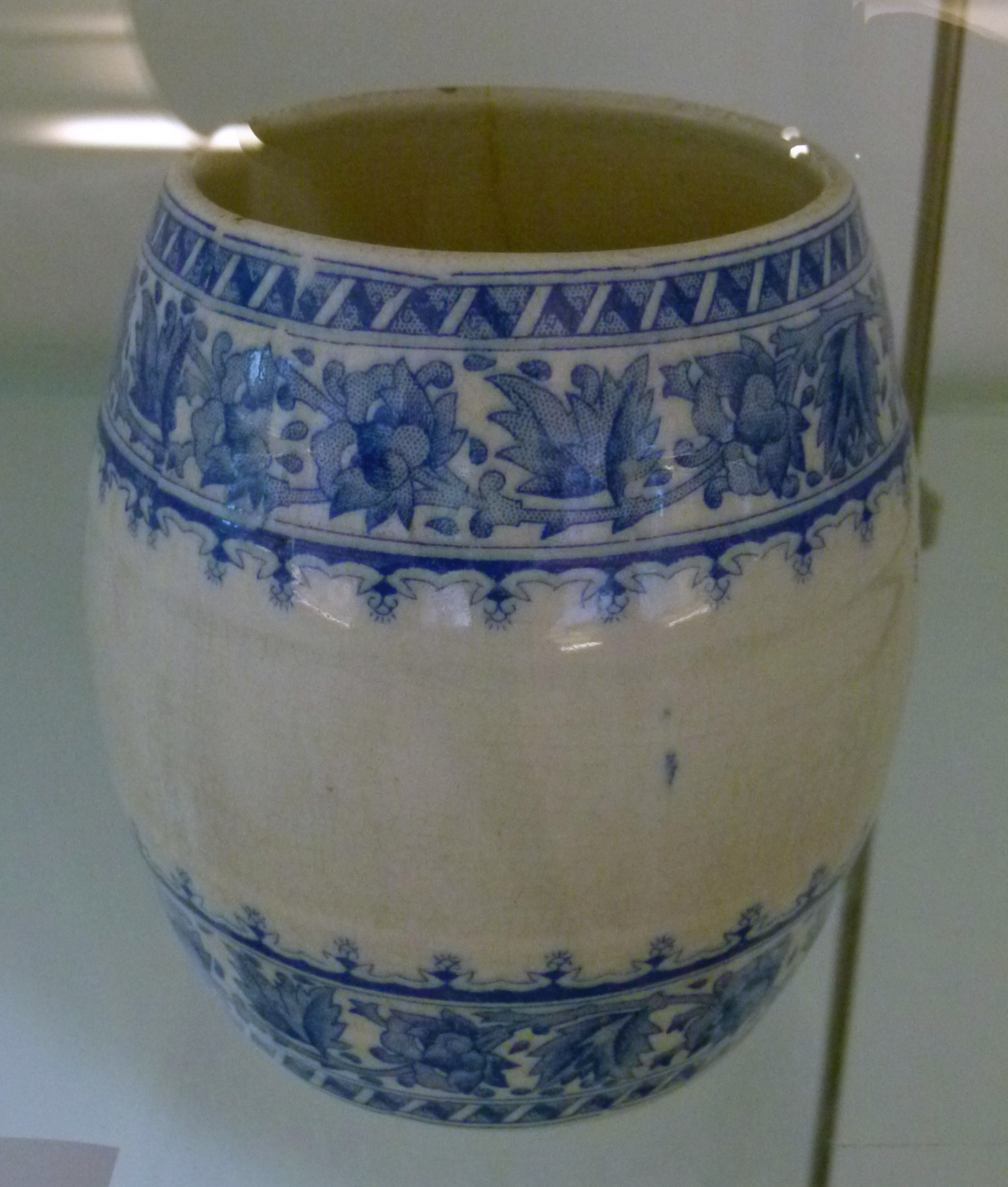
Voorraadpot, collectie P. v/d Voort, Deventer

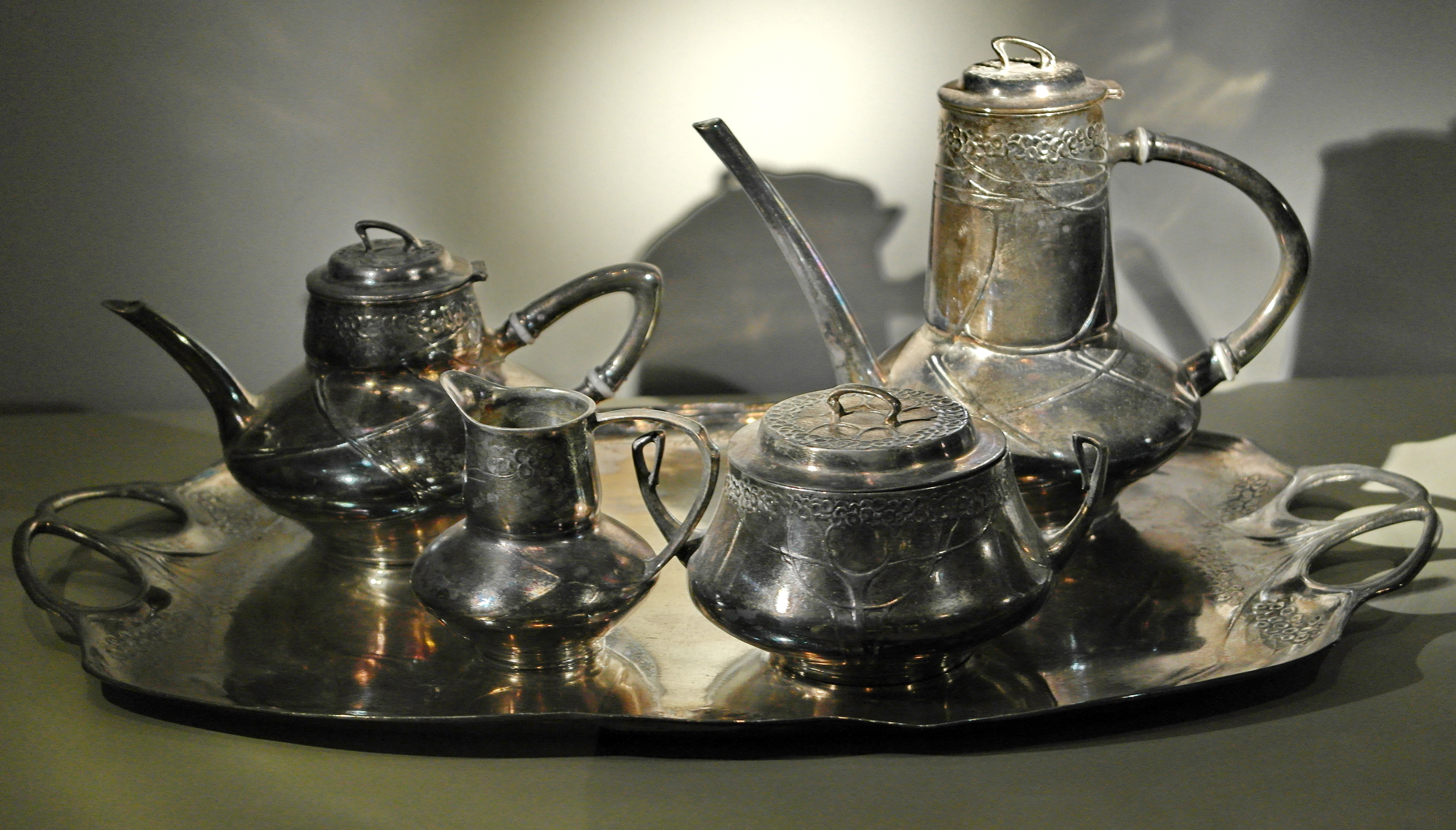
Tinnen dienblad met thee- en koffieservies, Limburgs Museum

Ook de tinnen kunstvoorwerpen van de N.V. Kunstzinn en Urania zijn gewild bij verzamelaars. Het Limburgs Museum in Venlo en het Drents Museum in Assen bezitten enkele voorwerpen uit laatstgenoemde fabriek, evenals het Kreismuseum Dormagen-Zons, nabij Neuss.

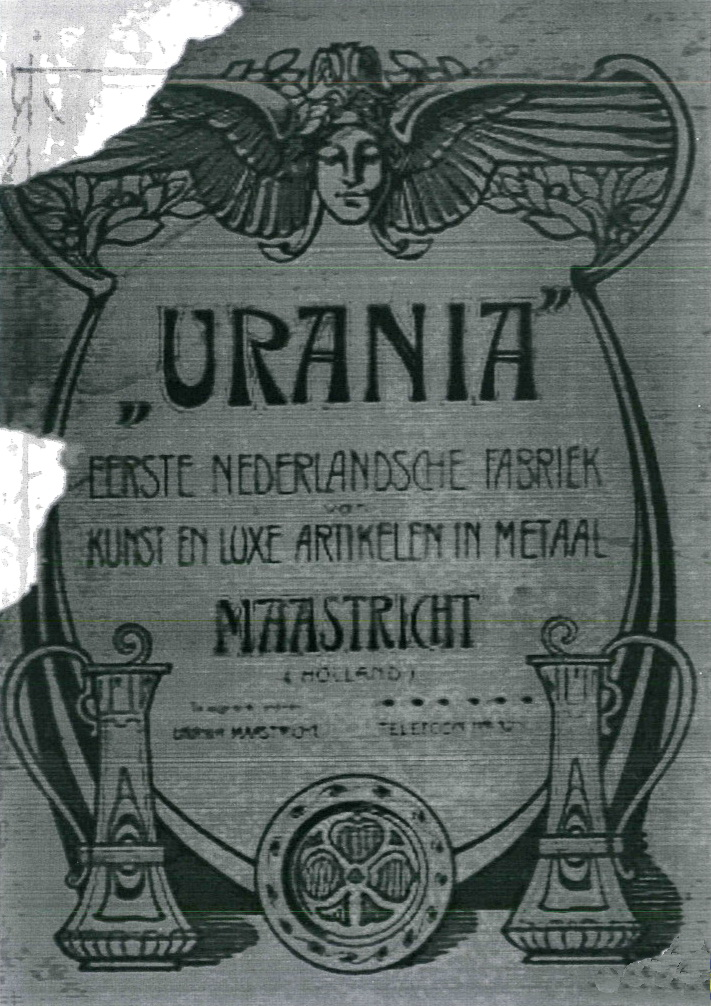
Omslag catalogus Urania
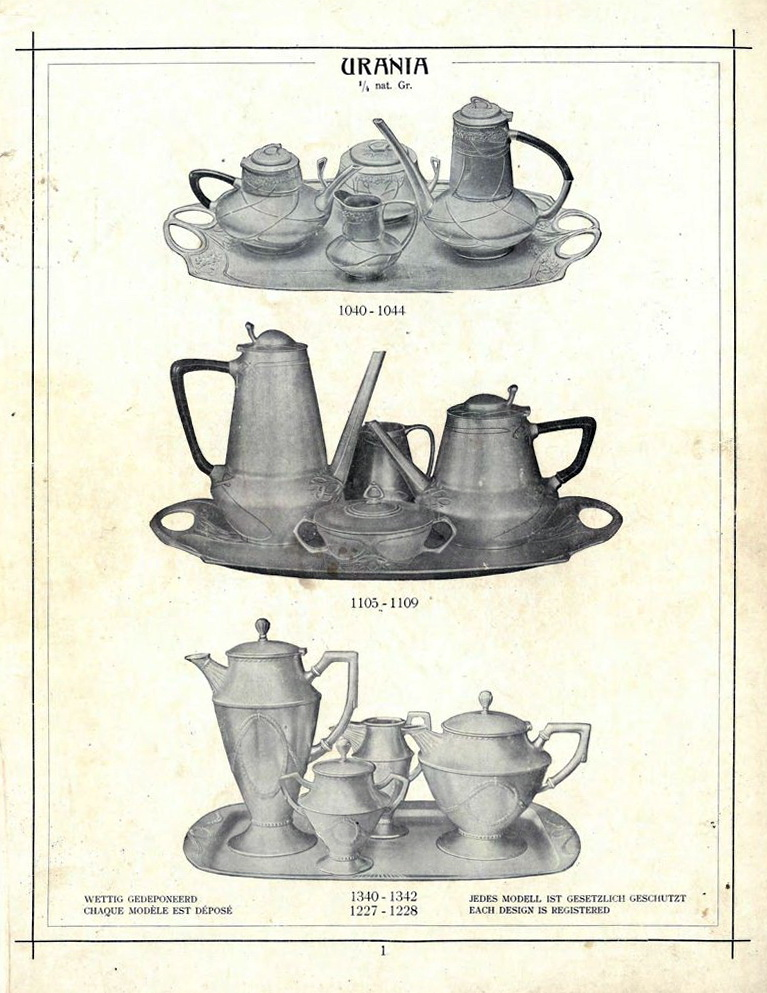
Pagina uit de catalogus van Urania
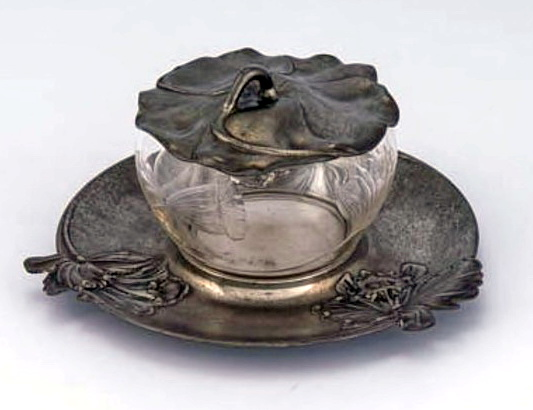
Urania kop en schotel (of jampotje), Drents Museum
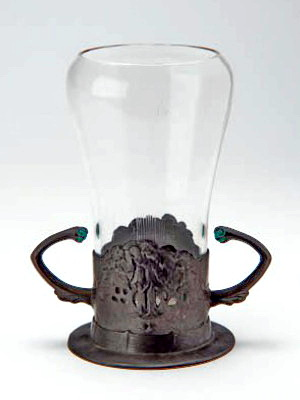
Urania vaas, Drents Museum